# Rio Gardon
O rio Gardon ou rio Gard (em occitano e francês tem os dois nomes) é um rio localizado em Languedoc-Roussillon, no sul de França, e que deu nome ao departamento de Gard. Tem 33 km de comprimento (incluindo o seu afluente mais longo, o rio Gardon de Saint-Jean). Nasce nas montanhas de Cévennes e desagua no rio Ródano pela sua margem direita, em Comps, a norte de Beaucaire. Entre as principais cidades que banha estão Saint-Jean-du-Gard, Anduze, Poulx e Remoulins.

## Comunas e cantões atravessados
Nos dois departamentos onde corre, Lozère e Gard, o Gardon “oficial” atravessa 42 comunas e doze cantões :
- da nascente para a foz: Saint-Martin-de-Lansuscle (nascente), Saint-Germain-de-Calberte, Saint-Étienne-Vallée-Française, Mialet, Saint-Jean-du-Gard, Thoiras, Corbès, Générargues, Anduze, Tornac, Massillargues-Attuech, Boisset-et-Gaujac, Lézan, Cardet, Ribaute-les-Tavernes, Massanes, Vézénobres, Cassagnoles, Maruéjols-lès-Gardon, Ners, Cruviers-Lascours, Boucoiran-et-Nozières, Brignon, Moussac, Sauzet, Saint-Chaptes, La Calmette, Dions, Sainte-Anastasie, Poulx, Sanilhac-Sagriès, Collias, Vers-Pont-du-Gard, Castillon-du-Gard, Saint-Bonnet-du-Gard, Remoulins, Sernhac, Fournès, Meynes, Montfrin, Comps, Vallabrègues (onde conflui com o rio Ródano)[notes 1].

Em termos de cantões, passa por cantão de Saint-Germain-de-Calberte, cantão de Saint-Jean-du-Gard, cantão de Lasalle, cantão de Anduze, cantão de Lédignan, cantão de Vézénobres, cantão de Saint-Chaptes, cantão de Marguerittes, cantão de Uzès, cantão de Remoulins, cantão de Aramon, e termina no cantão de Beaucaire.